# Csung
A csung (忠; pinjin: zhōng; japán olvasata Hepburn-átírással: chū, magyaros átiratban csú; koreai olvasatban: cshung (chung), 충; jelentése: „hűség”) a konfucianizmus egyik alapfogalma.
A japán konfucianizmusban a busidó sarkköve: a szamurájokat kötötte urukhoz, a hűbérurakat a sógunokhoz a szó szoros értelmében mindhalálig. A Meidzsi-korban (1868–1912) a császárra és az államra is kiterjesztették, ámbár az előbbihez hagyományosan a kó (gyermeki szeretet) fűzte alattvalóit. A csú az Edo-kor (1600–1867) nagyobb részétől eltekintve azonban sosem akadályozta meg a daimjókat és általában az alárendelteket abban, hogy köpönyeget forgassanak (gekokudzsó).